# Donabate
Donabate (forma anglicizzata) o Domhnach Bat (in irlandese) è una cittadina nella contea di Fingal, in Irlanda.